# Fåglars intelligens

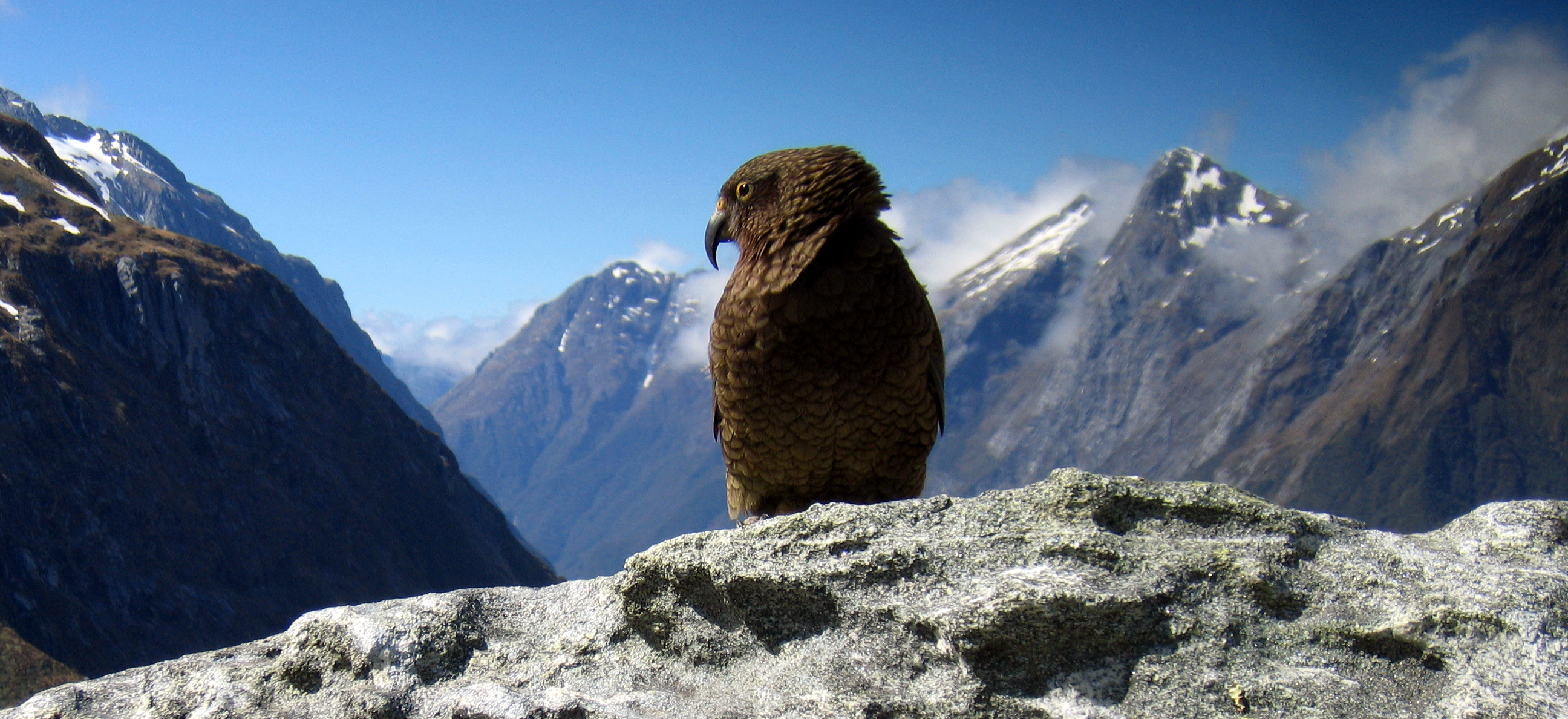
Keapapegojan på Nya Zeeland är känd för sin intelligens och nyfikenhet, båda viktiga egenskaper för dess överlevnad i de karga bergslandskapen som den lever i. Keor kan lösa logiska problem som att trycka på och dra i saker i en särskild ordning för att få tag på mat, och kan arbeta tillsammans för att nå ett särskilt mål.

Fåglars intelligens avhandlar definiering och mätandet av intelligens och kognitiva förmågor hos fåglar. Fåglars intelligens har ofta ansetts vara underlägsen däggdjurens och nedlåtande uttryck som "hönshjärna" kan ses som exempel på detta. Forskning har dock visat att detta inte stämmer, men att definiera och mäta intelligens hos djur är komplicerat vilket gör det är svårt att genomföra vetenskapliga studier. 
I förhållande till huvudstorlek har fåglar relativt stora hjärnor. Syn och hörsel är väl utvecklat hos flertalet arter medan känsel och luktsinne bara är välutvecklat hos ett fåtal grupper. Merparten arter använder vingar och fötter för att sätta sig i rörelse. Näbb och fötter används för att hantera mat och andra föremål. Fåglar kan kommunicera med visuella signaler och genom läten. Intelligenstester fokuserar därför på olika typer av respons på sensorisk stimuli.
Det finns också kritik gentemot slutsatsen att dessa studier visar på att fåglar kan resonera eller förstå, utan att resultaten i studierna är uttryck för vissa fågelarters stora förmåga till instrumentell inlärning.    

## Studier

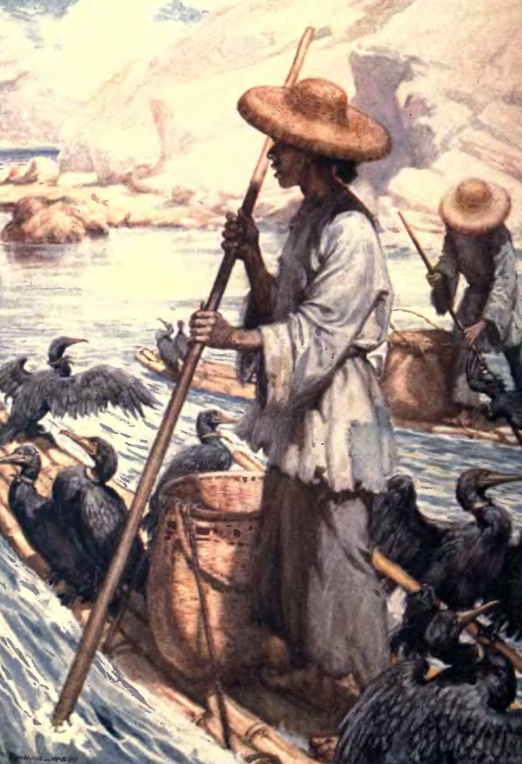
Det finns anekdotiska bevis för att skarvar som användes av fiskare i Sydostasien kunde räkna.

Det har företagits flertalet olika studier om fåglars intelligens som fokuserat på olika egenskaper och förmågor. Flera av dessa studier har genomförts på burfåglar som vaktlar, tamhöns och duvor. Till skillnad från studiet av intelligens hos exempelvis apors så har det i jämförelse genomförts få fältstudier kring fåglarnas. Kråkfåglar och papegojfåglar lever sociala liv, fortsätter utvecklas under lång tid av sitt liv, och har stora framhjärnor, vilket alla är företeelser som kan ge förutsättningar för större kognitiva förmågor.
Johan Lind, docent i etologi vid Stockholms universitet och Stefano Ghirlanda, professor i psykologi vid Brooklyn College genomförde en metaanalys där de gick igenom en mängd studier kring kråkfåglars intelligens och fann såväl systematiska statistiska fel, som tolkningsfel. Deras slutsats är att det inte finns någon studie som stöder idén om att kråkfåglar resonerar eller förstår. Deras studie indikerar istället att resultaten i studierna av kråkfåglarnas intelligens beror på att kråkorna lärt sig experimenten genom instrumentell inlärning, det vill säga trial-and-error-inlärning.

### Räknekunskap
Räknekunskap är en förmåga som anses visa på intelligens. Anekdotisk bevisföring från 1960-talet har visat att kråkor kan räkna upp till tre. I dylika studier bör man dock vara aktsam och försäkra sig om att fåglar inte endast demonstrerar förmågan att subitisera, det vill säga förmågan att snabbt uppfatta det korrekta antalet av ett fåtal föremål. Vissa studier, bland annat en gjord vid Moskvauniversitetet år 2000, indikerar att kråkor kanske faktiskt besitter sann numerisk förmåga. Det har bevisats att papegojor kan räkna upp till sex.
En text från 1988, publicerad i tidskriften Natural History hävdar att vissa skarvar som användes av kinesiska fiskare och som tilläts äta var åttonde fisk som belöning var kapabla att räkna upp till sju:
Under 1970-talet på floden Lijiang observerade Pamela Egremont fiskare som tillät fåglarna äta var åttonde fisk de fångat. Hon skrev i Biological Journal of the Linnean Society att så fort fåglarnas kvot med sju fiskar var uppnådd "vägrade de envist röra på sig igen innan ringen runt deras halsar lossats. De ignorerade order om att dyka och stod till och med emot bryska knuffar eller slag, sittande trumpna och orörliga på sina sittpinnar." Alltmedan andra fåglar som inte fyllt sin kvot fortsatte fånga fisk som vanligt. "Man är beredd att komma till slutsatsen att dessa högst intelligenta fåglar kan räkna upp till sju." skrev hon.
Många fåglar kan uppfatta förändringar i antalet ägg i kullen. Gökar som är häckningsparasiter är kända för att ofta ta bort ett av värdens ägg i samband med att de lägger sitt eget.

### Känsla för tid och rum
Ett vanligt intelligenstest är ett så kallat omvägstest, där en glasbarriär placeras mellan fågeln och ett föremål, exempelvis föda. De flesta däggdjur upptäcker att föremålet går att nå genom att först röra sig bort från objektet. Tamhöns klarar inte detta test men många kråkfåglar har inga svårigheter att lösa problemet.
Stora fruktätande fåglar i tropiska skogar är beroende av träd som bär frukt under olika perioder av året. Många arter, exempelvis duvor och näshornsfåglar, är kapabla att välja områden där de födosöker utifrån årstid. Studier visar att fåglar som gömmer och lagrar föda minns de exakta platserna för dessa gömmor. Fåglar som livnär sig på nektar, som kolibrier optimerar även födosöket genom att minnas på vilka platser det finns bra och dåliga blommor. Studier av snårskrika har visat att den lagrar mat utifrån kommande behov trots att den riskerar att inte finna födan vid ett senare tillfälle. Detta indikerar att vissa fågelarter kan ha förmåga att planera inför framtiden.
Många fåglar följer strikta rutiner vad gäller sina aktiviteter och dessa påverkas ofta av olika skiftningar i miljön. En av dessa faktorer är dygnets dagsljustimmar, vilket är särskilt viktigt för flyttfåglar. Fåglars förmåga att orientera sig under flytten tillskrivs dock snarare deras överlägsna sensoriska färdigheter än deras intelligens.

### Självmedvetande

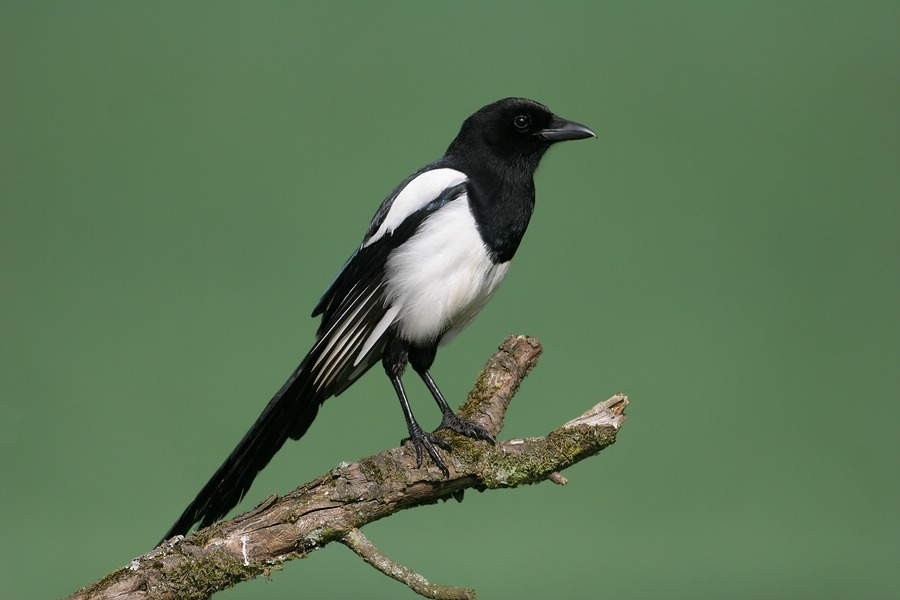
Skatan är enda icke-däggdjur som klarat spegeltestet där en spegel används för att testa djurets självmedvetande.

Det så kallade spegeltestet tillåter forskare att se om fåglar är medvetna om sig själva, och i stånd att särskilja sig från andra individer, genom att avgöra huruvida djuret besitter förmågan att känna igen sig själv i sin egen spegelbild. Skatan är det enda icke-däggdjuret som visat sig vara kapabel att klara detta test genom att försöka ta bort ett färgat klistermärke under näbben då de konfronterats med en spegel.
Robert Epstein, Robert P. Lanza och B. F. Skinner publicerade en artikel i tidskriften Science 1981 under titeln "Self-awareness" in the pigeon där de lade fram belägg för att även duvan klarar spegeltestet. En duva tränades att titta i en spegel för att hitta ett föremål bakom sig som den sedan vände sig om för att picka på. Om den klarade testet belönades den med mat. Fågeln tränades sedan att picka på prickar fastsatta på dess fjädrar; fågeln belönades återigen med mat om den klarade av uppgiften att röra vid prickarna. Det senare träningsmomentet utfördes utan någon spegel. Ett sista test gick ut på att sätta fast en liten hakklapp på duvan, nog för att täcka en prick fastsatt på nedre delen av buken. Under en kontrollperiod utan spegel uppvisade duvan inte någon reaktion och pickade inte på pricken. Då duvan konfronterades med en spegel blev den dock aktiv och tittade i spegeln och försökte sedan picka på pricken under hakklappen. 
Otränade duvor har dock aldrig klarat spegeltestet och duvor med erfarenhet av speglar är inte heller garanterade att klara det. Utifrån detta test finns det inga bevis för att duvor skulle känna igen sin egen spegelbild då de individer som gjort detta tränats till det. Det är även svårt att veta i vilken utsträckning de tränade fåglarna är medvetna om att det är den egna spegelbilden de bevittnar eller om de inte endast upprepar rörelser och kommandon som de lärt sig för att kunna få en belöning.

### Verktygsanvändning
Många fåglar har visat sig kunna använda verktyg. Definitionen av vad som är ett verktyg är dock omdiskuterad. En definition av verktygsanvändning formulerades 1973 av T. B. Jones och A. C. Kamil som "användandet av fysiska föremål utöver djurets egen kropp, eller av hjälpmedel för att utöka den fysiska inverkan som djuret är medveten om."
Med en sådan definition använder sig inte lammgamen av ett verktyg då den släpper ett ben på ett stenblock eftersom stenblocket inte är en förlängning av kroppen. Däremot skulle smutsgamen använda sig av ett verktyg när den med en sten i näbben knäcker ett strutsägg. Många andra arter, som papegojor, kråkfåglar och en del tättingar, har observerats använda verktyg.
Kortnäbbad kråka har i vilt tillstånd setts använda pinnar i näbben för att få fram insekter ur trädstammar. Medan ungfåglar i vilt tillstånd i normala fall lär sig tekniken av äldre fåglar visade sig den kortnäbbade laboratoriekråkan "Betty" kunna improvisera fram ett böjt verktyg från en metalltråd utan någon tidigare erfarenhet. Spettfinken från Galápagosöarna använder också enkla pinnar som hjälpmedel för att få tag på mat. I fångenskap lärde sig en ung kaktusfink att imitera detta beteende genom att betrakta en spettfink i en angränsande bur. Svartkråkor i staden Sendai i Japan öppnar nötter med alltför hårt skal genom att släppa dem på övergångsställen och låta dem bli överkörda och knäckta av bilar. De plockar sedan upp de knäckta nötterna när bilarna stannar för rött ljus. Vissa individer av aror kan lära sig att använda rep för att få tag på föremål som annars skulle vara svåra att nå. Det finns fältobservationer av gråtrut som använt sig av bete i form a brödbitar för att fånga guldfisk, ett fiskebeteende som annars mest är känt ifrån olika arter av häger.

### Observationsinlärning
Användandet av belöningar för att underbygga respons används ofta i laboratorier för att testa intelligens. Fåglars förmåga till inlärning via observation eller att imitera anses emellertid ha större betydelse i det fria. Exempelvis kråkor är kända för sin förmåga att lära sig av varandra.

### Hjärnans anatomi
I början på 1900-talet menade forskare att fåglar hade mycket väl utvecklade basala ganglier med väldigt små däggdjurslika storhjärnestrukturer. Senare studier har motbevisat denna tes. Dessa basala ganglierna utgör endast en liten del av fågelns hjärna. Det förefaller istället som om fåglar använder sig av en annan del av hjärnan, den så kallade sånghjärnan (HVC) som centrum för intelligens, och storleksförhållandet mellan hjärna och kropp hos papegoj- och kråkfåglar är faktiskt jämförbart med det högre primaternas. Papegoj- och kråkfåglar som ofta beskrivs som de mest intelligenta fåglarna tenderar också att ha de största sånghjärnorna. Dr. Harvey J. Karten, neurobiolog vid UCSD som studerat fåglars fysiologi, har upptäckt att de nedre delarna av fågelhjärnan liknar de hos människor.

### Socialt beteende

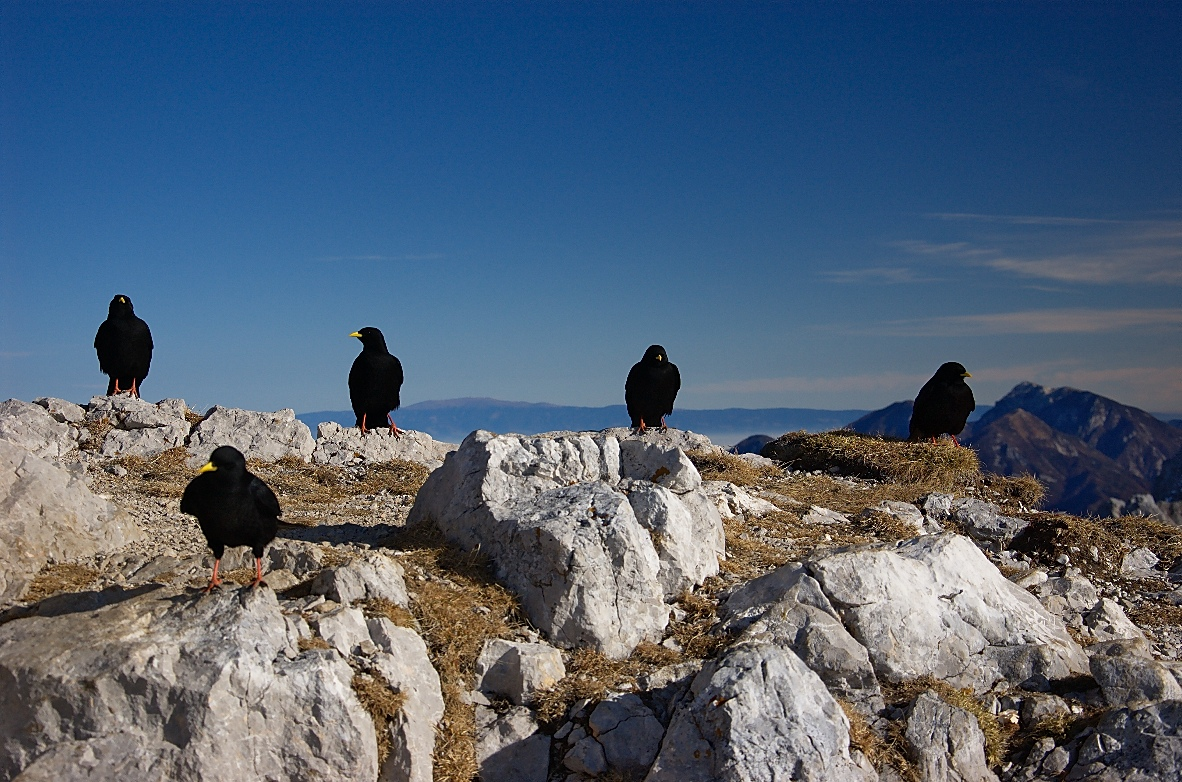
Många fåglar lever i sociala strukturer som alpkajan.

Socialt beteende ses som en drivande kraft bakom medvetandets evolution. Många fåglar lever i sociala strukturer, och lösa grupperingar är vanliga. Många kråkfåglar delar upp sig i små familjegrupper, eller "klaner" när de ska häcka eller försvara reviret. Vissa arter samlas i stora blandflockar bestående av flera olika arter, både under flytten och vid vissa former av födosök, exempelvis vid så kallade meståg. I det senare fallet är fåglarna specialiserade på att söka mat i olika delar av trädkronan, det vill säga i olika ekologiska nischer, för att inte drabbas av konkurrensen. Mindre och lättare arter födosöker längst ut, medan större arter letar föda längre in.En del fåglar praktiserar lagarbete under födosök. Rovfåglar som jagar i par har observerats använda en sorts "lockfågel"-teknik där den ena distraherar medan den andra fångar bytet.
Social interaktion kräver identifiering av individer, och de flesta fåglar förefaller vara kapabla att göra skillnad på partner, syskon och ungfåglar. Andra beteenden som lek, i betydelsen en social aktivitet som utförs för nöjes skull, eller som social eller intellektuell träning, och samhäckning tyder även de på intelligens. När kråkor gömmer föda verkar de vara uppmärksamma på vem som iakttar dem, och de stjäl även föda fångad av andra.

### Språk
Fåglar kommunicerar med andra flockmedlemmar genom läten och kroppsspråk. Studier har visat att vissa fåglars invecklade sång måste läras som ung och att minnet av dem finns med fågeln under resten av livet. En del arter kan kommunicera på flera olika dialekter. Den spetsnäbbade vårtkråkan på Nya Zeeland lär sig till exempel olika "klandialekter" hos artfränder, precis som människor kan lägga sig till med olika regionala dialekter. Då en flockledande hane dör tas hans plats omedelbart över av en ung hane som sjunger till potentiella partners på den dialekt som gäller i det området.
Studier publicerade 2006 antyder att vissa fåglar kan lära sig grammatiska strukturer. Flera arter av papegoja kan härma mänskligt tal, men studier av grå jako har visat att vissa individer även kan associera ord med deras betydelse och forma enkla meningar.

### Begreppsrelaterade färdigheter

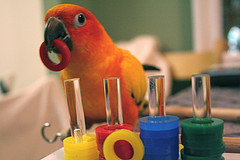
En solparakit löser ett pussel med olikfärgade ringar.

Den tama grå jakon Alex har visat att vissa fågelindivider kan lära sig abstrakta begrepp som lika och olika. Alex tränades av djurpsykologen Irene Pepperberg att verbalt identifiera mer än 100 föremål i olika färger, former och material. Alex kunde också begära eller vägra dessa föremål (Jag vill ha X) och ange antal.

### Objektpermanens
Studier har visat att aror redan i ung ålder har fullt utvecklad objektpermanens. Vissa arter klarar även av test av så kallat perseverativt fel då de söker efter ett dolt objekt på den mest logiska platsen och inte utifrån en inlärd ordning.

### Inlevelseförmåga
En studie av den Gröna dvärgbiätaren visar att de kan föreställa sig en situation utifrån en predators perspektiv. Ökenkorp har observerats jaga ödlor i avancerat samarbete med artfränder, vilket visar på en förståelse för bytets beteende. Snårskrikan gömmer undan mat och gömmer sedan om maten en gång till om den iakttogs av en annan fågel under det första tillfället, men endast om fågeln som gömmer maten själv tidigare stulit mat från en gömma. Detta pekar på inlevelseförmåga, även om andra "enklare" förklaringar är möjliga. Förmågan att se från en annan individs perspektiv har tidigare endast tillskrivits människoapor, och ibland elefanter, och dessa förmågor utgör grunden för empati.